# Werlaburgdorf
Werlaburgdorf is een ortsteil van de Duitse gemeente Schladen-Werla in de deelstaat Nedersaksen. Tot 1 november 2013 was Werlaburgdorf een zelfstandige gemeente en werkte ze samen in de Samtgemeinde Schladen. De plaatsnaam bestaat sinds 1958, daarvoor was de naam Burgdorf.

## Geografie
Het dorp Werlaburgdorf ligt zuidzuidoostelijk van het Oderwald aan de benedenloop van de Warne. Ongeveer 13 km ten zuiden van Werlaburgdorf ligt Wolfenbüttel en 3 km noordelijk ligt Schladen.
- Gemeinsame Normdatei: 7658145-7
- Virtual International Authority File: 247875033